# 巴里森半島

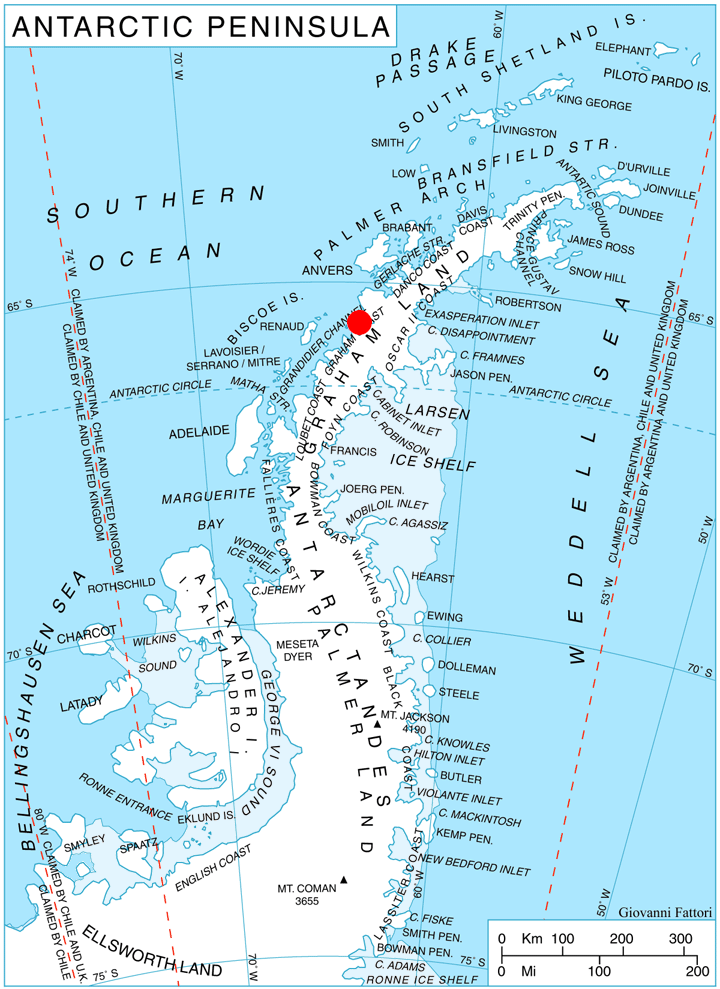

巴里森半島（英語：Barison Peninsula）是南極洲的半島，位於葛拉漢地，寬12公里，處於比斯科奇灣和勒魯灣之間，該半島由比利時探險隊發現，現時由南極條約體系管理。

## 外部連結
- SCAR Composite Gazetteer of Antarctica（页面存档备份，存于）.

65°37′00″S 64°02′00″W / 65.61667°S 64.03333°W